# روش چو-فسمن
روش چو-فسمن یک تکنیک تجربی برای پیشگویی ساختار ثانویه در پروتئین‌ها است که در اصل در دههٔ ۱۹۷۰ توسط Peter Y. Chou و Gerald D. Fasman توسعه یافت. این روش بر اساس تحلیل فراوانی‌های نسبی هر اسید آمینه در مارپیچ‌های آلفا، صفحات بتا و دورها، با توجه به ساختار پروتئین‌هایی که توسط پراش پرتو ایکس به دست آمده‌اند، کار می‌کند. از این فراوانی‌ها، یک مجموعه از پارامترهای احتمالی برای ظاهر هر اسید آمینه در هر نوع ساختار ثانویه به دست می‌آید و این پارامترها به منظور پیشگویی احتمال این که یک توالی داده شده از اسید آمینه‌ها، یک مارپیچ، یک رشتهٔ بتا یا یک دور در پروتئین شکل خواهد داد، مورد استفاده قرار می‌گیرند. این روش در تشخیص ساختارهای ثانویهٔ صحیح از دقت حداکثر ۵۰ تا ۶۰ درصد برخوردار است که به‌طور قابل ملاحظه‌ای از تکنیک‌های مدرن مبتنی بر یادگیری ماشینی کم دقت تر است.

## تمایلات اسید آمینه‌ها
پارامترهای اصلی چو-فسمن، تعدادی از تمایلات شدید اسید آمینه‌های منفرد برای ترجیح دادن یک ساختار ثانویه بر دیگری را مدل کردند. پارامترهای اصلی چو-فسمن، از یک نمونهٔ کوچک و غیر نماینده از ساختارهای پروتئین به دست آمده بودند، چرا که در زمان کار اصلی چو و فسمن، تعداد این نوع ساختارهایی که شناخته شده بودند کم بوده‌است. این پارامترهای اصلی غیرقابل اطمینان به نظر می‌آمدند و با یک مجموعه دادهٔ فعلی به روز شدند و همچنین در الگوریتم اولیه نیز تغییراتی داده شد.
روش چو-فسمن تنها احتمال این که هر اسید آمینهٔ منفرد، در یک مارپیچ، رشته یا دور ظاهر شود را به حساب می‌آورد. بر خلاف روش پیچیده تر جی اُ آر، این روش، احتمالات شرطی این که یک اسید آمینه یک ساختار ثانویهٔ خاص را شکل دهد با این فرض که همسایه‌های آن از قبل آن ساختار را داشته باشند را منعکس نمی‌کند. این فقدان، کارایی این روش را بالا می‌برد ولی دقت آن را کاهش می‌دهد.

## الگوریتم
روش چو-فسمن مارپیچ‌ها و رشته‌ها را طی یک مدل مشابه پیشگویی می‌کند، ابتدا در دنباله به صورت خطی به دنبال ناحیهٔ نوکلئاتین با احتمال زیاد وجود مارپیچ یا رشته در آن ناحیه می‌گردد و سپس آن ناحیه را تا زمانی بسط می‌دهد که به یک زیردنیاله با ۴ اسید آمینه برسد که احتمال آن کمتر از ۱ باشد. می‌دانیم که ۴ تا از ۶ اسید آمینهٔ متوالی برای مارپیچ بودن و ۳ تا از ۵ اسید آمینهٔ متوالی برای رشته بودن کافی است. مقادیر آستانهٔ احتمال برای نوکلئاتین‌های مارپیچی و رشته‌ای ثابت هستند ولی لزوماً برابر نیستند؛ در ابتدا این مقادیر به ترتیب برابر بودند با ۱٫۰۳ و ۱٫۰۰.
دورها نیز در پنجره‌های با ۴ اسید آمینه ارزیابی می‌شوند، ولی با استفاده از یک رویهٔ چند مرحله‌ای محاسبه می‌شوند، چرا که نواحی زیادی که دور هستند شامل اسید آمینه‌هایی هستند که می‌توانند در نواحی مارپیچ یا در نواحی صفحه نیز ظاهر شوند. یک دور را پیشگویی خواهیم کرد تنها اگر احتمال دور بودن، بزرگتر از احتمالات مربوط به مارپیچ بودن و صفحه بودن باشد و یک مقدار احتمال که بر اساس مکان‌های اسید آمینه‌های خاص در دور است، در یک مقدار آستانهٔ از قبل تعریف شده بگذرد. احتمال دور بودن {\displaystyle p(t)} به صورت زیر تعریف می‌شود:
{\displaystyle p(t)=p_{t}(j)\times p_{t}(j+1)\times p_{t}(j+2)\times p_{t}(j+3)}
که j مکان اسید آمینه موجود در پنجرهٔ با ۴ اسید آمینه‌است. اگر {\displaystyle p(t)} از یک مقدار آستانهٔ دلخواه بیشتر شود (در ابتدا این مقدار ۷٫۵e–۳ بود)، میانگین {\displaystyle p(t)}ها از ۱ بیشتر می‌شود، و {\displaystyle p(t)} از احتمالات مربوط به مارپیچ آلفا بودن یا صفحهٔ بتا بودن آن پنجره بیشتر می‌شود و در نتیجه یک دور پیشگویی می‌شود. اگر دو شرط اول برقرار باشند ولی احتمال یک صفحهٔ بتا {\displaystyle p(b)} از {\displaystyle p(t)} بیشتر باشد، آنگاه یک صفحه پیشگویی می‌شود.